# Індійський одяг
Індійський одяг — сукупність всіх видів одягу, які виробляють і носять в межах Індії, які є невід'ємною частиною індійської культури. Одяг в Індії змінюється регіонально і залежить від етнічних, географічних і кліматичних особливостей регіону, а також від культурних традицій її народів.
Історично чоловічий та жіночий одяг розвинулися з простих лангот (індійські пов'язки на стегнах для чоловіків) до добре продуманих костюмів, які огортають все тіло, використовуваних не тільки для повсякденного носіння, але і з нагоди свят, а також для виконання ритуалів і танців. У містах майже всі верстви населення носять одяг західного зразка. Індійський одяг має велике розмаїття кольорів і матеріалів. Кольоровий код залежить від релігійних і ритуальних обґрунтувань.

## Історія
Історія індійського одягу, зокрема сарі, починається з цивілізації долини Інду, яка процвітала в 2800—1800 до н. е. у західній частині Індійського субконтиненту. Першим відомим зображенням сарі в індійському субконтиненті є статуя з долини Інду, на якій зображений священник, який носив драпірування.
Деякі історики вважають, що чоловічі дхоті є найдавнішим зразком індійського драпірованого одягу, який і був передвісником сарі. Також історики стверджують, що до XIV століття дхоті носили як чоловіки, так і жінки. Загальновизнано, що індійські жінки носили сарі протягом тривалого часу, в нинішньому вигляді їх носили протягом сотень років. Виникають суперечки відносно історії виникнення чолі, або блузи сарі, та нижньої спідниці. Деякі вчені заявляють, що вони були привнесені прибулими до Індії британськими колонізаторами, щоб задовольнити вимоги вікторіанської ідеї скромності. Раніше жінки носили тільки одну драпіровану тканину, яка могла випадково відкрити верхню частину тіла. Інші історики вказують на багато текстових і художніх свідчень про різні форми одягу для верхньої частини тіла на основі шалі.

## Види традиційного індійського одягу

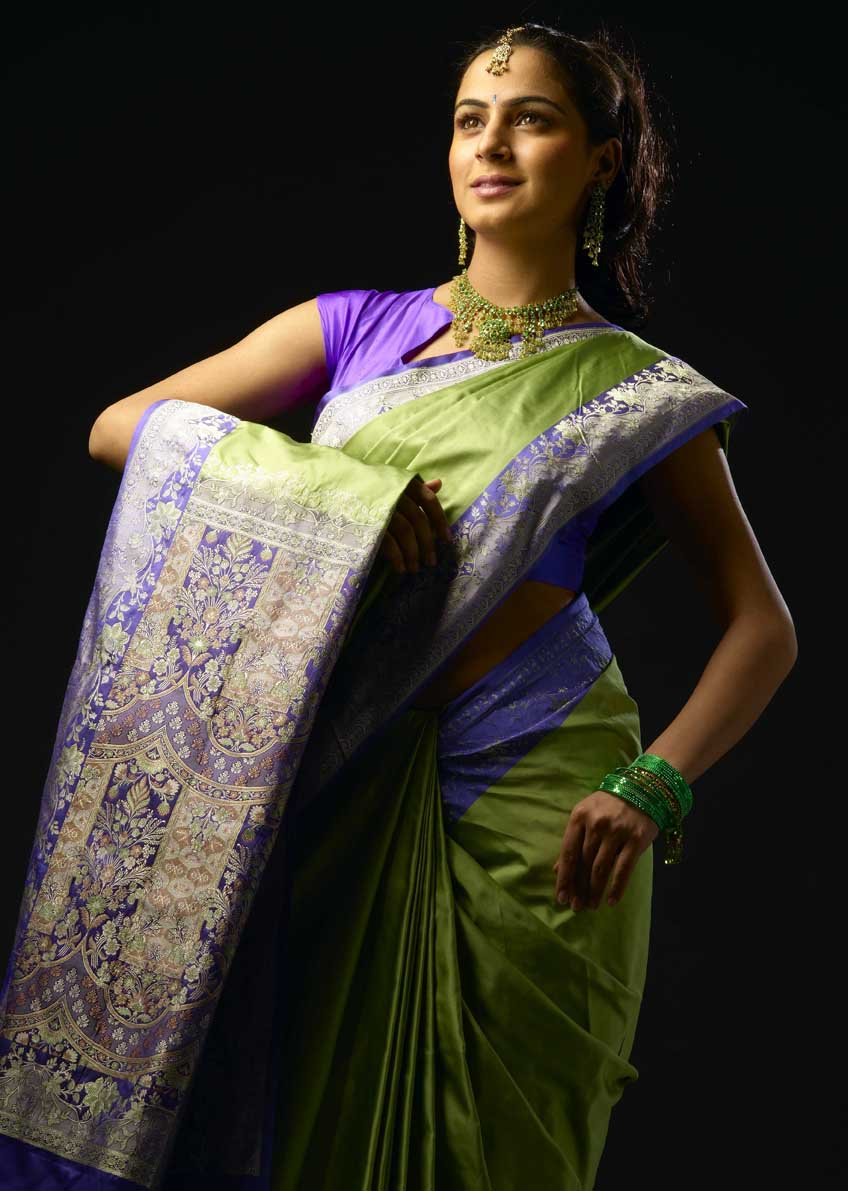
Жінка в сарі

До повсякденного одягу відносять насамперед сарі, потім — наплічні шалі і шарфи, а також відрізи на чоловічі стегнові пов'язки і на тюрбани. Барвистістю відрізняються тільки жіночі костюми, а чоловічий одяг, як правило, однотонний: літом всі ходять в білому, взимку, у міру достатків, носять куртки, європейські костюми і каптани різного крою. Кольоровими бувають лише широкі покривала, які замінюють пальто, і тюрбани, а також відрізи на «дхоті» — стегнові пов'язки.
В Індії шалі — частина повсякденного одягу індійських чоловіків та жінок у прохолодну пору року. Чоловіки носять шалі з цупкої простої вовни неяскравих кольорів: світло-коричневі, сірі, чорні. Жінки підбирають шалі під колір сальвар-камізів та сарі. Іноді накидають по кілька шарів накидок: одна шаль — на голову, і ще одна — на плечі і тулуб. Вважається, що літнім індійкам непристойно носити шалі яскравих кольорів, а молодим жінкам — приглушені відтінки. У деяких народностей та релігійних груп Індії, зокрема сикхів, вважається непристойним для жінки ходити з непокритою шаллю головою.

### Сарі
Індійські сарі — надзвичайно гнучкий жіночий одяг. Він складається з простого прямокутного шматка матеріалу (зазвичай близько 8 метрів у довжину), який обертають навколо тіла. Стиль, колір, текстура матеріалу змінюються в залежності від регіону і варни жінки. Індійська жінка драпірується згідно зі статусом, віком, професією, регіоном проживання і релігією.

### Ленга-чолі
Ленга-чолі — традиційне жіноче вбрання в Північній Індії. Воно складається із двох частин: чолі та лахенга. Лахенга (ленга) — це традиційна для Північної Індії та Пакистану жіноча легка спідниця-кльош, яку носять нижче талії, з вишитим краєм. Довжина її досягає пальців ніг. Особливо лахенга популярна у штаті Пенджаб. Існує три найпопулярніших види ленги: гагхара (широка спідниця-кльош), гарара (дуже широкі шаровари, схожі на спідницю) та шарара (спідниця вузька згори та широка від коліна). Блузка, вкрита вишивкою бісером, може бути короткою (чолі) чи довгою (курта). Також до вбрання входить шаль — дупатта.

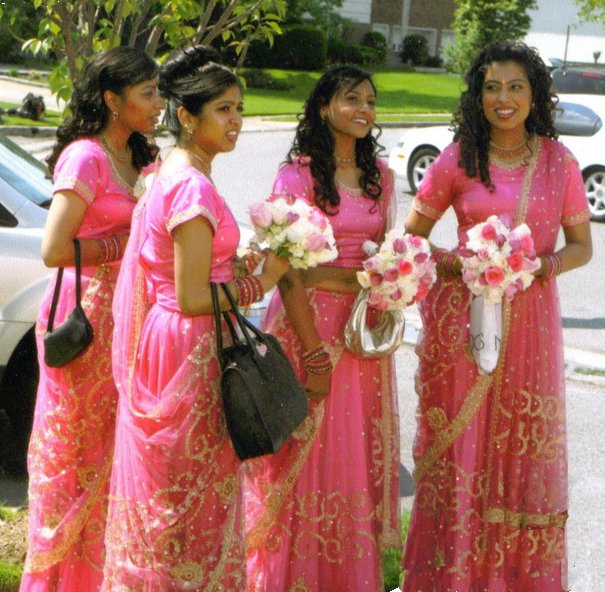
Дівчата у ленга-чолі

Зазвичай це вбрання вдягається на свята та весілля. Воно часто вважається одягом індуїстів, однак зараз його також носять мусульманки та жінки інших віросповідань.

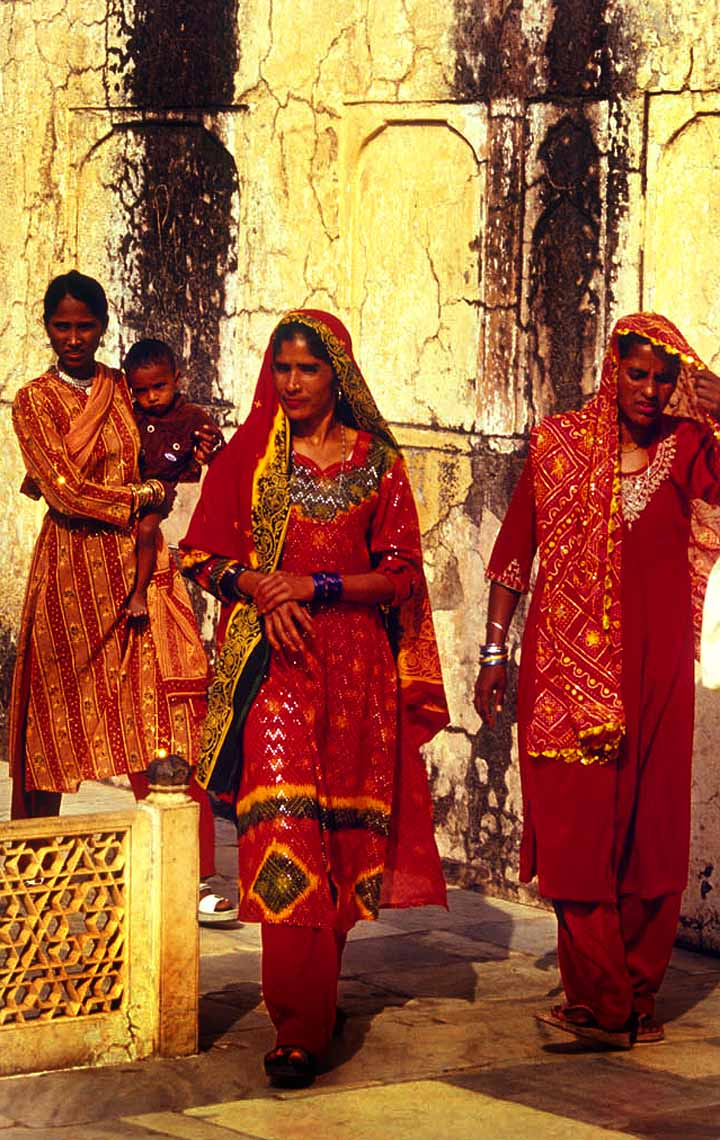
Джайпур. Жінки в сальвар-камізах

Тканину для ленга-чолі прикрашають орнаментами, ручною вишивкою та гаптуванням на шовку, атласі, крепі, трикотажі, жоржеті. Особливо рясно вишивають довгу блузу. Тканини використовують яскравих кольорів від золотистого до блакитного. Також контрасту додає багатошаровість, наприклад поєднання трикотажу та сатину.

### Сальвар-каміз
Сальвар-каміз (або сьют-сальвар, чурідар, панджабі) — традиційний одяг, який носять в Пакистані, Афганістані, Індії та Бангладеші. Чоловічий варіант сальвар-камізу називається курта-каміз. Це вбрання складається з трьох частин: сальвару (шаровари), камізу або курти (туніка чи сорочка до коліна або навіть довше) і дупатти або чунні (накидки).
Існує кілька видів сальвар-камізу:
- чурідар[en] — його особливістю є вузькі як панчохи штани вдвічі довші за ноги, які збираються зморшками на щиколотці та розширюються до талії. Блуза зазвичай довга, часто нижче коліна.

- Стиль Патіали або панджабський — шаровари на широкій кокетці з великою кількістю вертикальних складок на широкій штанині.

- Анаркалі[en] — каміз, схожий на сарафан, в грудях вузький, від грудей кльош. Шаровари завужені.

- Боллівудський стиль — штани майже кльош, каміз короткий, замість накидки легка маленька хустка в тон.

- Пакистанський стиль — штани прямі та широкі, трохи звужуються до низу, але без складок. Для цього стилю характерні популярні у мусульман кольори та орнаменти.

- Шарара — дуже широкий кльош від стегон. Каміз короткий, з короткими рукавами або без рукавів.

Для шиття сальвар-камізів використовують шовк, бавовну, шифон, креп, сатин, органзу.

## Матеріали

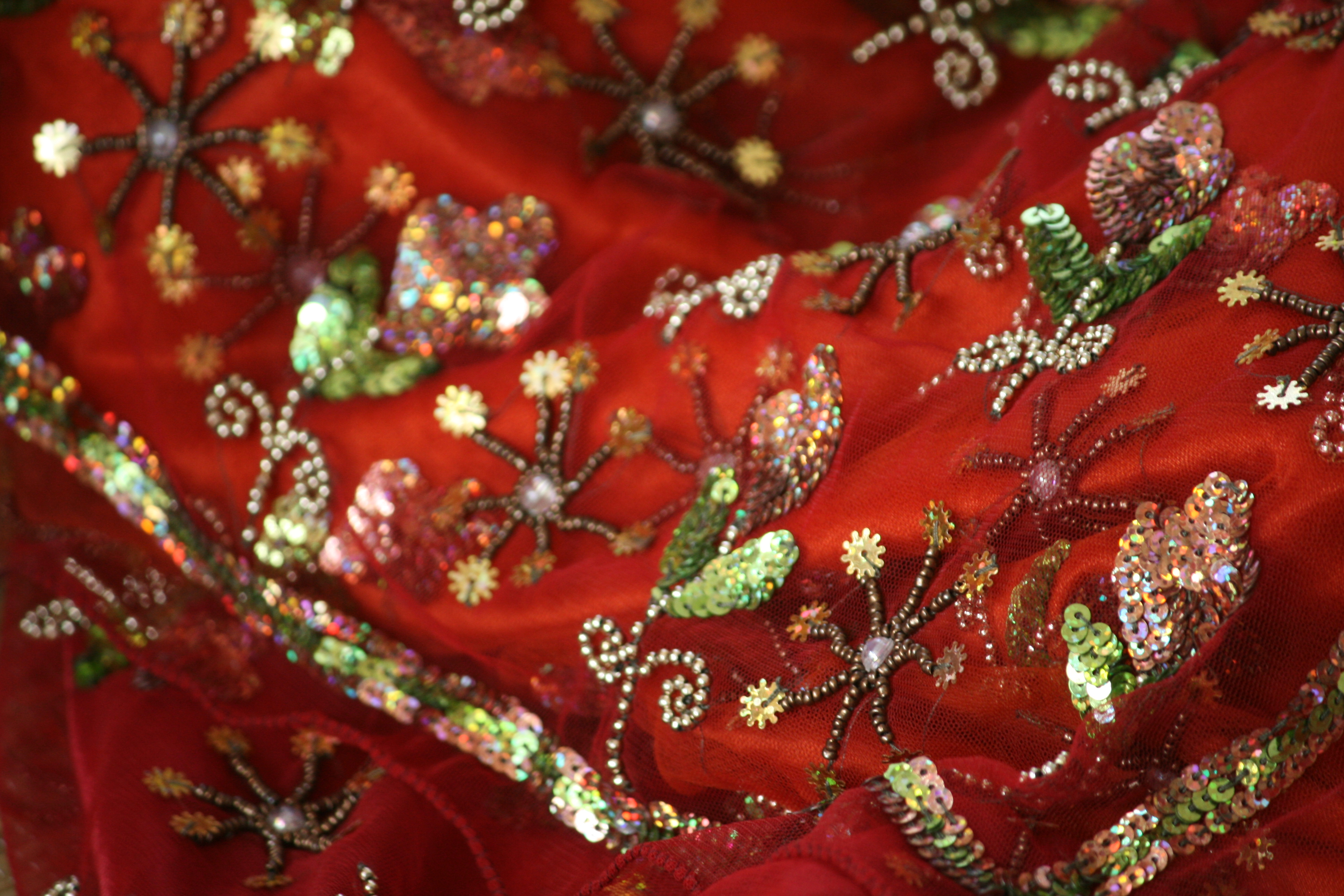
Вишита тканина для сарі

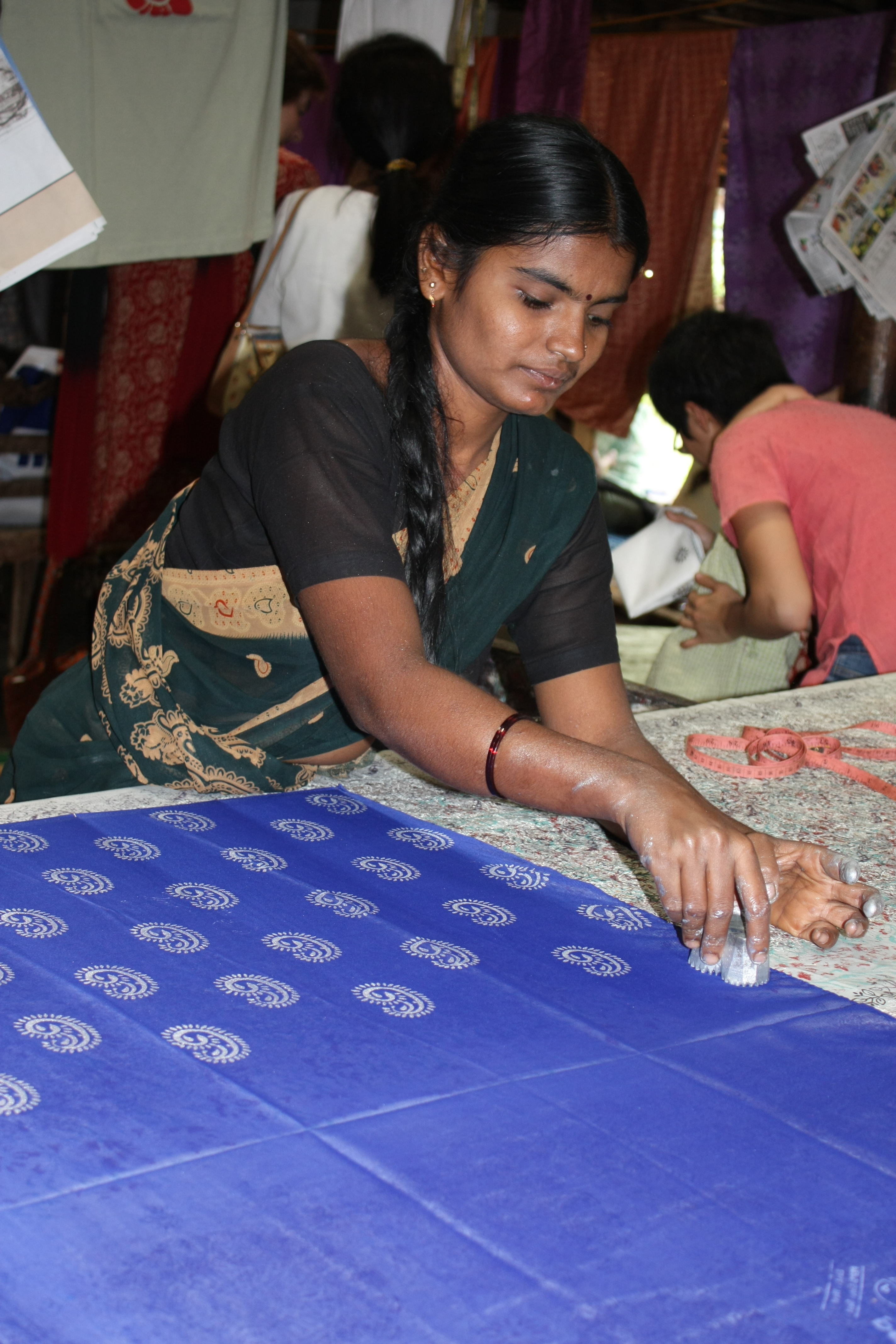
Традиційні індійські орнаменти

Матеріал для одягу традиційно був суворо нормований. Найбільшу популярність в Індії мали бавовняні тканини, які виготовлялися як нефарбованими, так і строкатими чи однотонними. В усьому світі славився найтонший індійський серпанок з червоними візерунками. Нетрудовий люд віддавав перевагу лляному, а особливо знатні і багаті — шовковому одягу. Шиком вважалися і хутра, які були дуже дорогими, тому що привозилися в Індію з далеких північних країн, де водилися соболі, бобри і горностаї.
Особливе стилістичне значення в культурі одягу Індії мають деталі. Візерунки та вишивка на одязі мають своє значення. Стилізоване зображення манго, що часто зустрічається, символізує родючість і достаток. Слон втілює владу і силу, але також пов'язується з водою й родючістю. Риба — інший знак родючості та достатку, пов'язується з надприродними можливостями. Мушля символізує божественні звуки.
Традиційні основні кольори в одязі Індії — білий, чорний, червоний, синій, жовтий. Білий вважається траурним кольором, його носять вдови. Зелений, головним чином, є знаком приналежності до мусульманської общини. У деяких регіонах Індії зелені сарі одягають на весілля. Блакитний традиційно вважається кольором шудр, бо добування фарби індиго вважається нечистим, тому цього кольору уникають представники вищих варн. Чорний — поганий знак, одягається рідко. Червоний колір є кольором кшатріїв і вважається символом доброї ознаки. Це також найпоширеніший колір для весільного сарі. Жовтий та помаранчевий колір пов'язаний із релігією та аскетизмом.

## Одяг за варнами
Знаком відмінності вищих варн були священні шнури, звиті з трьох ниток, якими оперізувались через ліве плече, груди і спину. Одяг брахмана складався з тонкої сорочки і шкіри газелі, а також пояси з цукрової тростини; обов'язковою приналежністю костюма також була бамбукова палиця.
Кшатрії, як стан воїнів, підперізувалися тятивою з лука і носили накидку з оленячої шкіри, лляну сорочку і тростину з бавовняного дерева, відомого міцністю. До варни кшатріїв належали й індійські царі. Їх одяг був особливий — із шовкових тканин золотого кольору. На голові — тюрбан з діадемою, прикрашений дорогоцінними каменями, на ногах — кольорові черевики, у руках — золотий скіпетр. Особливі придворні носили за царем віяло з буйволових хвостів, жовту парасольку, лук і меч. Усі ці предмети були знаками царської гідності.
Обмундирування ж варни вайшіїв виглядала так: сорочка тільки бавовняна, накидка тільки зі шкіри кози, пояс тільки прядив'яний, а палиця — з фігового дерева.

## Зачіски
Життєрадісний характер індійців помічається не тільки у яскравих кольорах одягу, але і у зачісках. Чоловіки любили забарвлювати своє довге волосся і довгі бороди в синій, зелений, пурпурний і навіть білий (не чекаючи сивини) кольори. Одружені жінки заплітали коси, що спускалися уздовж спини, куди вплітали квіти, нитки перлів, стрічки. Дівчата носили на голові обручі, прикрашені дзвіночками. Волосся вони зачісували наперед і зв'язували вузлом на чолі.

## Прикраси

Танцюристка в сарі з прикрасами

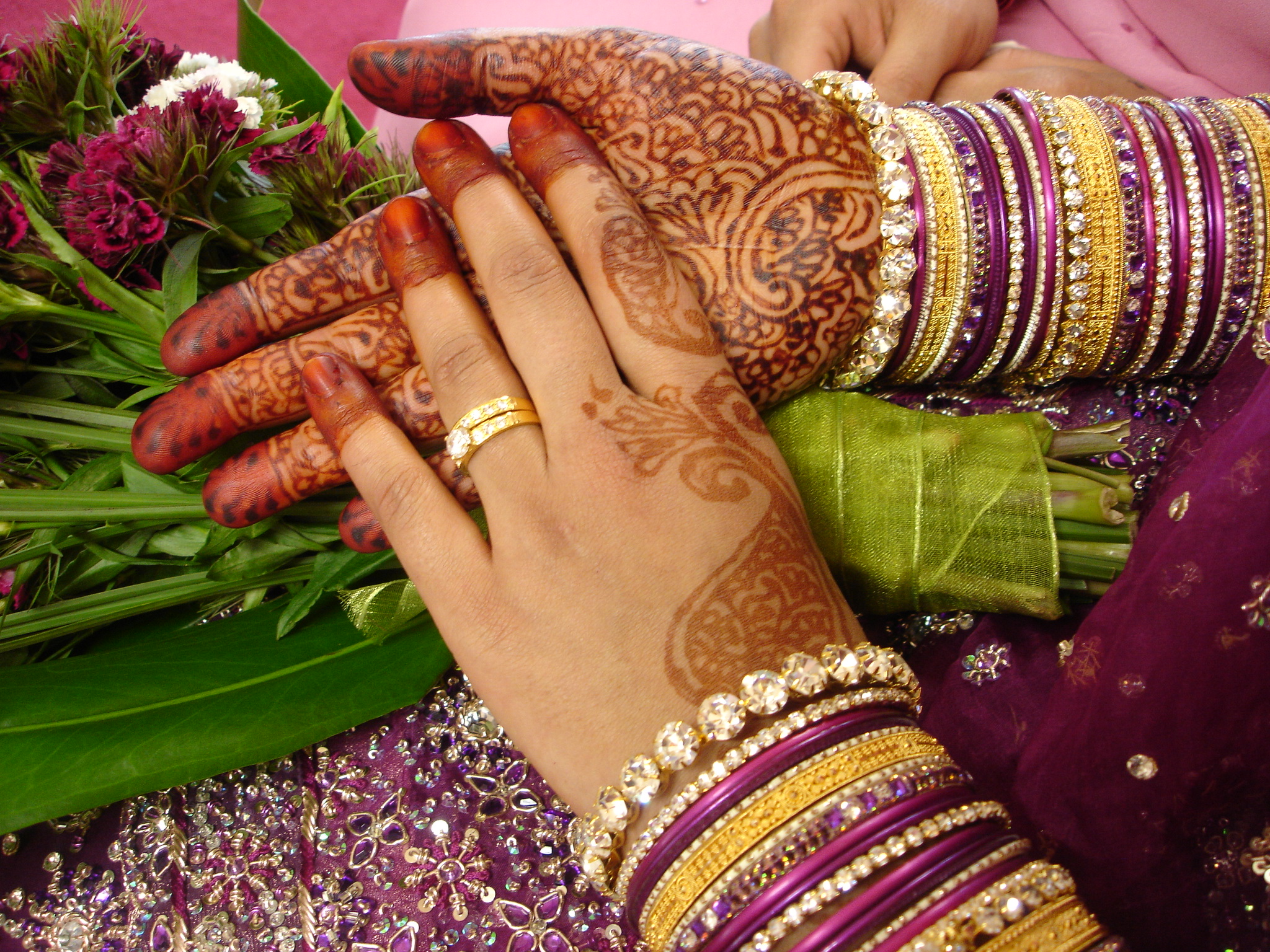
Весільні браслети та мехенді

Індія довгий час вважалася справжньою скарбницею, що славиться діамантами й іншими дорогоцінними каменями. Як у давнину, так і в пізніші часи індійці прикрашали себе безліччю коштовностей. Люди вищих варн носили багаті намиста і сережки з дорогих каменів, безліч браслетів, що прикрашали руки від кисті до ліктя і щиколотки ніг. Представникам нижчих варн доводилося прикрашати себе дрібничками з дерева і кольорових камінчиків.
Прикраси індійської моди — намиста, шпильки, браслети, «kaajal, Sindoor».
Намиста дуже популярні модні аксесуари по всій Індії. Вони виготовляються з різних матеріалів, починаючи від скляних намист і закінчуючи золотом і алмазами. Найбільшу роль грали золоті намиста, тому що золото може зберігатися у найкращій формі багато років. На кожне велике свято гості дарують золоті намиста господареві.
Браслети для рук носяться на зап'ясті, вони вважаються захисними смугами і жінки завжди носили їх як символічних охоронців над своїми чоловіками. Як і інші прикраси, браслети зі срібла, золота, дерева, скла та пластику та інших матеріалів сьогодні носять жінки різного віку по всій Індії.
Сережки, кільця та інші прикраси, що носили у вухах, були популярними по всій країні. Вуха дівчаток, як правило, проколювали у перший день їх народження.
Іншою важливою прикрасою є персні на пальцях ніг та рук. Кільця для пальців носять всі жінки, незалежно від шлюбу, оскільки кільця стали звичайною прикрасою, вони більше не вважаються символом індійського шлюбу. Однак кільця на ногах, в основному, носили одружені жінки. Прикраси для ніг, як правило, виготовлені з срібла, оскільки золото, яке вважається «чистим» металом, не повинне носитися на ногах.
Золоті прикраси також одягалися на голову. Це оздоблення, яке носили у верхній частині чола на проділ, як правило, мало кулон на кінці ланцюжка, що падав на волосся. Хоча традиційно цей орнамент також носили як символ шлюбу, сьогодні його вже не так часто носять навіть одружені жінки.

## Індійське взуття

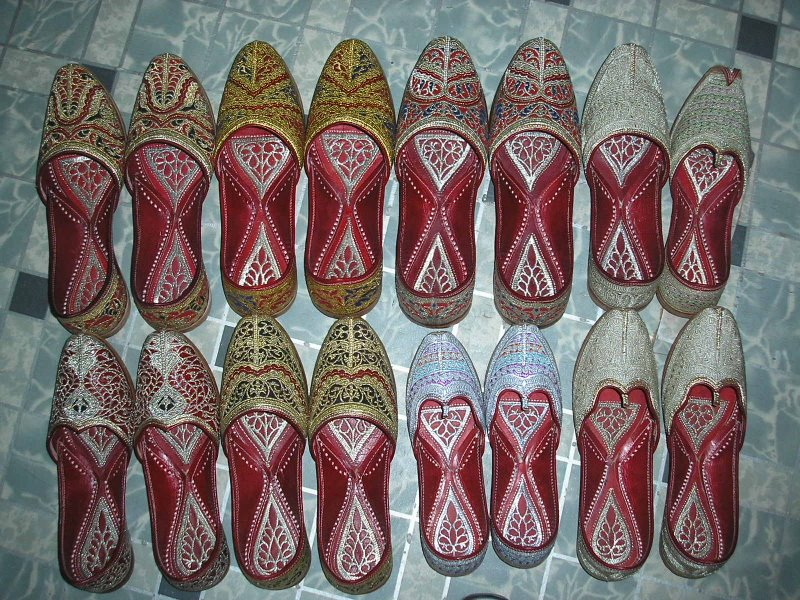
Індійське взуття

Історія взуття Індії нерозривно пов'язана з історією культури. У Індії ноги людини, а відповідно і взуття, є надзвичайно важливим елементом як релігійних переконань, так і соціального життя. Багато деталей індійського взуття залишилися практично незмінними впродовж кількох сторіч.
З давніх часів і дотепер багато індусів продовжують ходили босоніж. Як і у багатьох інших народів, взуття для них служило, та і зараз в деяких місцях продовжує служити не тільки одягом, але і показником соціального статусу. Крім того, деякі категорії жителів Індії надягають взуття тільки в окремих випадках — на честь свята або в інших ритуальних цілях. Проте в тих областях Індії, де кліматичні особливості цього вимагають (наприклад, в районах, що межують з Непалом або Бутаном), взуття носять і для звичайного захисту від холоду.
Історично склалося так, що численні різновиди індійського взуття, їх стилі, як і матеріали, використовувані для виготовлення взуття, були обумовлені не тільки кліматом, соціальним статусом, але і віруваннями людей, для яких вони призначалися.
Так, певні релігії жителів сучасної Індії забороняли використовувати для виготовлення взуття шкіру тварин, зокрема телячу, оскільки корова вважалася священною твариною. Взуття прихильників таких релігій — наприклад, кришнаїтів — досі виготовляється виключно з дерева або, набагато рідше, з металу.
Найдавніші зразки взуття — індійський варіант сандалів — робилися з дерева по стопі людини. Потім в дерев'яну основу вставлявся кілочок, на який спиралися при ходьбі. Таке взуття в різних варіаціях дійшло і до наших днів під історичною назвою — падука.
Стародавнє походження також відрізняє чаппаль — ще один індійський різновид сандалів. Вони нагадують в'єтнамки, але смуга тканини або шкіри, що йде упоперек стопи, у них, як правило, набагато ширше і може бути єдиною деталлю.
Моджарі — ще один традиційний вид індійського взуття, що походить з штату Пенджаб. Є два основні різновиди таких туфель. Вони називаються кхусса і джутті. Для виготовлення такого взуття використовується тонка ніжна шкіра або тканина, яка рясно розшивається бісером. У класичних моджарі задник піднімається досить високо, а носок подовжений і заломлений догори. Джутті відрізняються від них тим, що носок у них заокруглений, а може мати і форму літери «М». Більш того, в деяких регіонах Індії поширенішими стали джутті без задника. Для такого взуття у всі часи застосовувався рясний, барвистий декор. Моджарі і джутті навіть розшивалися нитками чистого золота і прикрашалися коштовними каменями і найкращими перлами. У стародавні часи багато розшиті туфлі цих різновидів носили індійські султани та королі. Розкішна вишивка бісером, різноколірними нитками і іншими декоративними матеріалами досі виконується уручну індійськими ремісниками, чия майстерність передається з покоління в покоління.